# Химн на Словакия
„Над Татрите се святка“ е националният химн на Словакия. Песента се появява през 1844 г. по време на кампанията на студенти от Евангелския лутерански лицей от Братислава до Левоча в знак на протест срещу ареста на техния учител Людовит Щур.
Текстът е написан от Янко Матушка, а музиката е взета от фолклорната песен „Kopala studienku“. Въпреки популярността си сред словаците по време на революцията от 1848 – 1849 г., песента е публикувана едва през 1851 г. под името „Доброволческата песен“. През 1920 г. първата строфа от нея става част от химна на Чехословакия. През 1993 г. текстът става химн на независима Словакия.
По времето на Първата словашка република през 1939 – 1945 г. за химн е избрана патриотичната песен „Хей, словаци“.

## Текст в оригинал
Nad Tatrou sa blýska
hromy divo bijú.
Zastavme ich* bratia,
ved' sa ony stratia,
Slováci ožijú.
To Slovensko naše
posiaľ tvrdo spalo.
Ale blesky hromu
vzbudzujú ho k tomu,
aby sa prebralo.
Už Slovensko vstáva
putá si strháva
Hej rodina milá
hodina odbila,
žije matka Sláva
Ešte jedle rastú
na krivánskej strane
Kto jak Slovák cíti,
nech sa šable chytí,
a medzi nás stane.